# META
META — український інформаційний портал, заснований 12 листопада 1998 року Юрієм Назаровим. З 2007 року контрольний пакет акцій належав російським компаніям «Русские фонды» та «Digital Sky Technologies». 2020 року було оголошено про купівлю компанії українським ТОВ «Мета Юей» під керівництвом Вадима Лисого, а права на проєкт було передано кіпрському офшору «Metaport Media Limited», створеному в червні 2021 року, яким керує людина, що також є керівником 41 іншої компанії на Кіпрі. Кінцеві власники офшору і компанії з 2020 року невідомі.
Використовує пошукову систему Google, зона пошуку — українські сайти та сайти, що стосуються України.

## Історія
12 листопада 1998 року в Харкові офіційно відкрито пошукову систему МЕТА. Сервер, наданий Харківським державним політехнічним університетом, розташовано у провайдера «Харків-онлайн».
З моменту старту популярність сервера зростала і вже через півтора року каналу Харків-Київ стало не вистачати. У травні 2000 року було ухвалено рішення про розміщення сервера в Києві. Відразу після переїзду відвідуваність пошукової системи зросла у два рази, з'явилися перші доходи від реклами. У вересні 2000 року було зареєстровано ТОВ «МЕТА», подана заявка на торговий знак і МЕТА стала комерційним підприємством.
У липні 2002 року якість пошукових технологій Мети була підтверджена впровадженням пошукової системи для інтернет-порталу Кабінету Міністрів України. Водночас компанія проєктує лінійку пошукових продуктів: пошукова система для сайтів siteMETA, програма для пошуку по персональному комп'ютеру diskMETA.
У січні 2003 року сервер МЕТА переходить на нову компактну адресу meta.ua. У цьому ж році починається активна підготовка до запуску нових інформаційних сервісів, що доповнюють і розширюють пошукові можливості сервера.
З грудня 2003 і протягом всього 2004 року на сервері запускаються 12 нових інформаційних розділів. Щодня в системі реєструється до сотні вебресурсів. Разом зі зростанням відвідувачів сервера росте і МЕТА.
У листопаді 2005 року МЕТА запускає сім нових проєктів і стає порталом з найбільшим в Україні набором сервісів. Серед нового: web-пошта, чат, перекладач, онлайн-бібліотека, афіша, wap-версія Мети, а також сервіс єдиної реєстрації. Тепер на Меті можна знайти не тільки вебсторінки, але і новини, підприємства, прайс-листи, вакансії, автомобілі, адреси на картах міст України, товари в електронних магазинах, розклади потягів, прогноз погоди, переклади іноземних слів і навіть симпатію.
У листопаді 2006 року на повну силу запрацювала система професійної інтернет-статистики в українському Інтернеті, яка відповідає світовим стандартам міжнародної рекламної асоціації IAB. Ще один сервіс — «Чумацькі перегони» — перша онлайнова рольова гра на українську тематику, в якій може взяти участь будь-який користувач Інтернету (розробник компанія «Чумацький світ»).
У січні 2007 року відбулося відкриття нового сервісу kino.meta.ua. Цей сервіс дає широкі можливості для авторизованих користувачів — від підписки на розклад кінотеатрів, отримання новин про улюблених акторів і режисерів до різного роду налаштувань сервісу «під себе», а також інтеграцію з блогом і форумом.
У березні 2007 року 51 % компанії купують російські інвестиційна група «Російські фонди» й компанія «Digital Sky Technologies».
2019 рік — викуп усіх пакетів акцій у російських/закордонних фондів та приватних осіб. Набуття засновниками компанії 100 % контролю над ПрАТ «МЕТА».
2020 рік — повний продаж усіх активів проєкту Мета (головного порталу Meta.ua, інших вебсайтів/доменів, поштовика, ТМ, софту та інших пов'язаних активів) української інвестиційно-технологічної компанії.
2020 року компанію було переоформлено на нового власника — ТОВ «Мета Юей», керівником якого є Вадим Лисий.
Від березня 2022 року портал заблокований на території Росії.

## Поточні проєкти
- «Мета» (meta.ua) — головна сторінка порталу
- «Мета агрегатор» (news.meta.ua) — агрегатор новин
- «Мета новини» (meta.ua/news/) — новини від Мета
- «Мета фінанси» (meta.ua/finance/) — фінансові новини
- «Мета погода» (pogoda.meta.ua) — погодний сервіс
- «Мета гороскопи» (horo.meta.ua) — сервіс гороскопів
- «Мета мапи» (map.meta.ua) — сервіс мап
- «Мета перекладач» (translate.meta.ua) — сервіс перекладу
- «Мета ТВ» (tv.meta.ua) — телебачення від Мета
- «Мета пошта» (webmail.meta.ua) — поштовий сервіс